# Sân bay quốc tế Benazir Bhutto
Sân bay quốc tế Benazir Bhutto, tên trước đây là Sân bay quốc tế Islamabad hay Căn cứ không quân Chaklala (Urdu: چکلالہ) (IATA: ISB, ICAO: OPRN) tọa lạc ở Rawalpindi, Pakistan. Sân bay được đặt tên theo Benazir Bhutto. Sân bay nằm ngoài Islamabad, gần thành phố Rawalpindi hơn, là sân bay chính của thủ đô Pakistan. Sân bay này dùng chung với "Căn cứ không quân Chaklala" của Không quân Pakistan.

## Các hãng hàng không và các điểm đến
- Aero Asia Airlines (Abu Dhabi, Dubai, East Midlands [Start tbc], Karachi, Manchester [Start tbc])
- Airblue (Dubai, Karachi)
- Ariana Afghan Airlines (Kabul)
- British Airways (London-Heathrow)
- China Southern Airlines (Kashi, Ürümqi)
- Emirates (Dubai)
- Etihad Airways (Abu Dhabi)
- Gulf Air (Bahrain, Abu Dhabi, Muscat)
- Kuwait Airways (Kuwait)
- Pakistan International Airlines (Abu Dhabi, Al Ain, Amsterdam, Athens, Bahawalpur, Bangkok, Beijing, Birmingham, Chicago-O'Hare, Copenhagen, Dera Ghazi Khan, Dammam, Doha, Dubai, Frankfurt, Gilgit, Glasgow, Hong Kong, Istanbul-Atatürk, Jeddah, Kabul, Karachi, Kuala Lumpur, Lahore, London-Heathrow, London-Stansted, Manchester, Milan-Malpensa, Multan, New York-JFK, Oslo, Paris-Charles de Gaulle, Peshawar, Quetta, Rahim Yar Khan, Riyadh, Saidu Sharif, Singapore, Skardu, Sukkur, Tokyo-Narita, Toronto-Pearson)
- Qatar Airways (Doha)
- Saudi Arabian Airlines (Jeddah, Riyadh)
- Shaheen Air International (Abu Dhabi, Al-Ain, Doha, Doncaster-Sheffield, Dubai, Karachi, Kuwait, Muscat)
- Thai Airways International (Bangkok)

## Các hãng hàng hóa

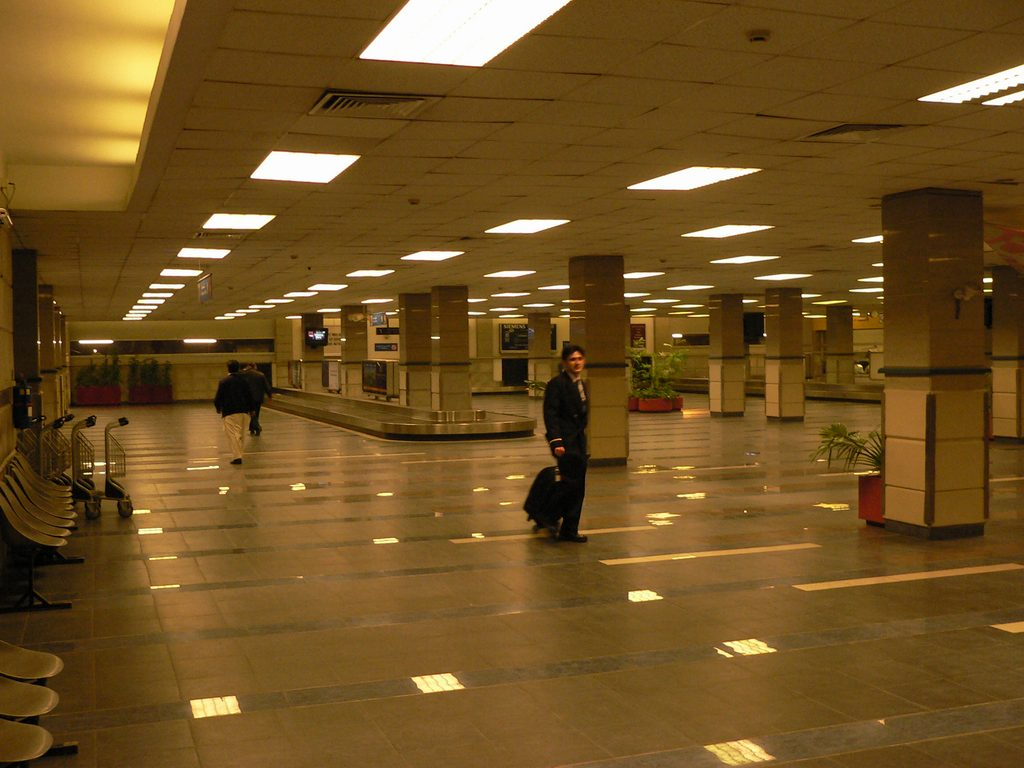
Sảnh đến sân bay

- Emirates SkyCargo
- Pakistan International Cargo
- Royal Airlines Cargo
- Star Air
- TCS Couriers
- UPS

## Các hãng thuê bao
- Askari Aviation
- Royal Airlines